# Пенела
Пенела (порт.  Penela; [pɨnɛlɐ]) — посёлок городского типа в Португалии, центр одноимённого муниципалитета в составе округа Коимбра. Находится в составе крупной городской агломерации Большая Коимбра. Численность населения — 3,5 тыс. жителей (посёлок), 6,3 тыс. жителей (муниципалитет). Посёлок и муниципалитет входит в экономико-статистический регион Центр и субрегион Пиньял-Интериор-Норте. По старому административному делению входил в провинцию Бейра-Литорал.
Покровителем посёлка считается Архангел Михаил (порт. São Miguel).
Праздник посёлка — 29 сентября.

## Расположение
Поселок расположен в 21 км на юг от адм. центра округа города Коимбра.
Муниципалитет граничит:
- на севере — муниципалитет Миранда-ду-Корву
- на востоке — муниципалитет Фигейро-душ-Виньюш
- на юго-западе — муниципалитет Ансьян
- на западе — муниципалитет Соре
- на северо-западе — муниципалитет Кондейша-а-Нова

## Население
| Население муниципалитета Пенела (1801—2004) | Население муниципалитета Пенела (1801—2004) | Население муниципалитета Пенела (1801—2004) | Население муниципалитета Пенела (1801—2004) | Население муниципалитета Пенела (1801—2004) | Население муниципалитета Пенела (1801—2004) | Население муниципалитета Пенела (1801—2004) | Население муниципалитета Пенела (1801—2004) | Население муниципалитета Пенела (1801—2004) |
| ------------------------------------------- | ------------------------------------------- | ------------------------------------------- | ------------------------------------------- | ------------------------------------------- | ------------------------------------------- | ------------------------------------------- | ------------------------------------------- | ------------------------------------------- |
| 1801                                        | 1849                                        | 1900                                        | 1930                                        | 1960                                        | 1981                                        | 1991                                        | 2001                                        | 2004                                        |
| 6893                                        | 7671                                        | 9954                                        | 10 754                                      | 9438                                        | 8023                                        | 6919                                        | 6594                                        | 6421                                        |

## История
Поселок основан в 1137 году.

## Районы
В муниципалитет входят следующие районы:
1. Кумеейра
2. Эшпиньял
3. Подентеш
4. Рабасал
5. Санта-Эуфемия
6. Сан-Мигел